# Phyteuma ovatum
Raiponce ovoïde
Espèce
Classification phylogénétique
Phyteuma ovatum, la raiponce ovoïde, raiponce ovale ou raiponce de Haller, est une plante herbacée vivace de la famille des Campanulacées appartenant au genre Phyteuma.
Synonyme :
- Phyteuma halleri All. - la raiponce de Haller.

## Description
Hauteur : 50 à 70 cm, tige anguleuse, feuilles de la base triangulaires, les caulinaires plus étroites, doublement dentées, fleurs serrées à l'extrémité de la tige en inflorescence cylindrique.

## Habitat
Forêts claires, pelouses, de 1 000 à 2 300 m d'altitude dans les montagnes du sud de l'Europe.